# 米哈伊爾·尤日尼

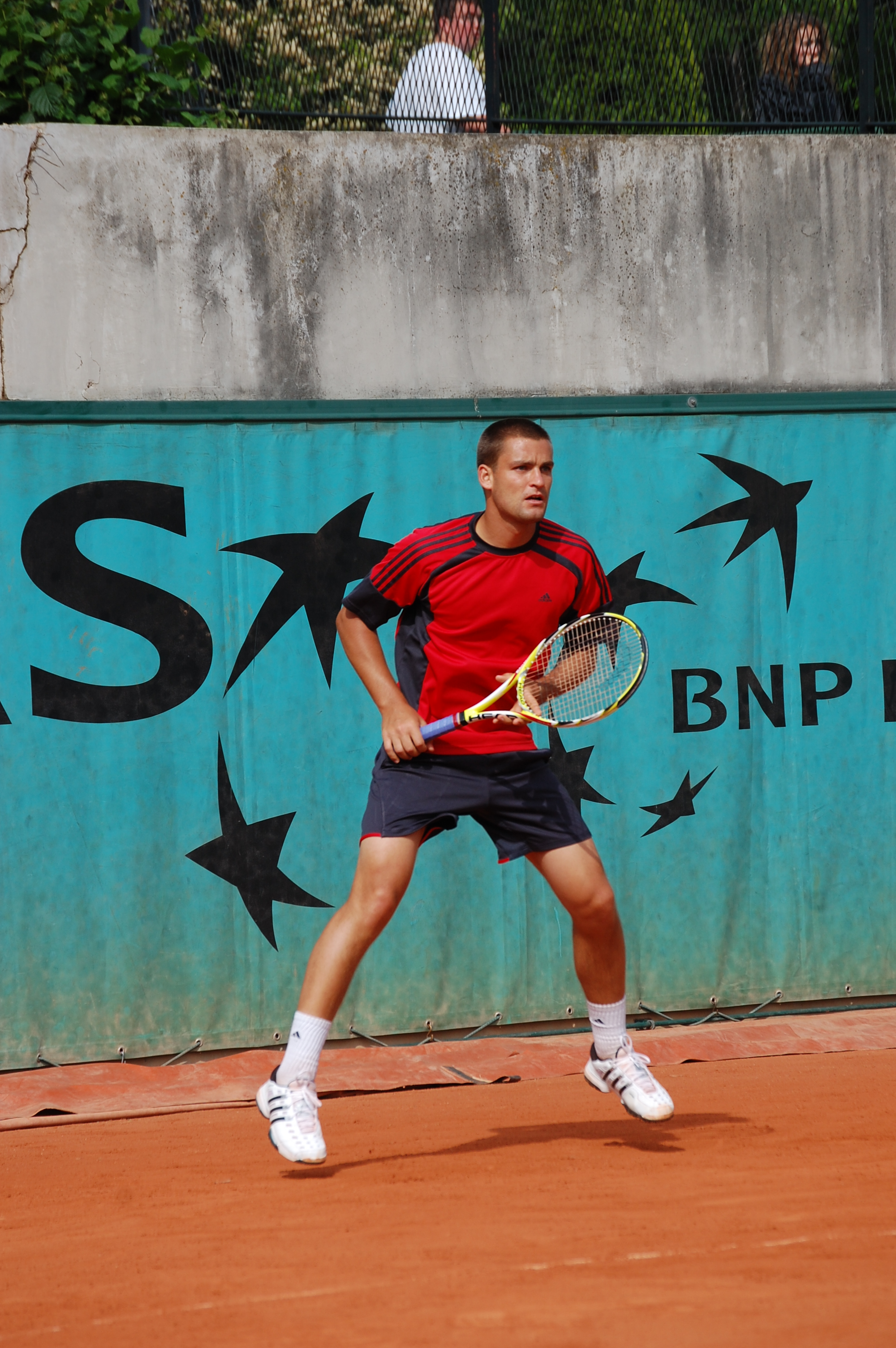
米哈伊爾·尤日内

米哈伊爾·米哈伊洛維奇·尤日内（俄语：Михаил Южный，羅馬化：Mikhail Youzhny，1982年6月25日—），俄羅斯已退役職業網球運動員（1999年—2018年），曾經最高單打排名為世界第8。

## 戴维斯杯
除了職業賽事外，米哈伊爾·尤日内曾代表俄羅斯參加戴维斯杯，更在2002年協助俄羅斯在戴维斯杯決賽以3:2勝法國奪得冠軍。

## 外部連結
- 米哈伊爾·尤日尼（英文/西班牙文）的官方資料
- 米哈伊爾·尤日尼的國際網球總會 職業／青少年 官方資料（英文）
- 米哈伊爾·尤日尼的官方資料（英文）